# Programa de Búsqueda de Planetas Magellan
El Programa de Búsqueda de Planetas Magallanes (en inglés: Magellan Planet Search Program) es una búsqueda terrestre de planetas extrasolares que utiliza el método de la velocidad radial. Comenzó a recopilar datos en diciembre de 2002 utilizando el espectrómetro MIKE montado en el telescopio Magellan II "Clay" de 6,5 m ubicado dentro del Observatorio Las Campanas en Chile. En 2010, el programa comenzó a utilizar el recién encargado Espectrógrafo Buscador de Planetas (PFS), un instrumento diseñado específicamente para medir con precisión la velocidad radial.

## Especificaciones
El Programa de Búsqueda de Planetas Magallanes utiliza una celda de absorción de yodo molecular para imprimir un conjunto de líneas de absorción extremadamente conocidas en cada espectro estelar que actúan como una referencia fiduciaria de longitud de onda. En los primeros años del programa, los espectros de MIKE se recogieron con un poder de resolución, R, de aproximadamente 65.000 y lograron una precisión de velocidad de varios metros por segundo. Utilizando PFS, la mayoría de los espectros se recopilan con un poder de resolución de aproximadamente 80.000 y una precisión de velocidad cercana a un metro por segundo.

## Observaciones
El programa ha estudiado aproximadamente 500 estrellas con tipos espectrales que van desde F7 a M5. Las estrellas incluidas en el programa se eligieron inicialmente para minimizar la superposición con dos estudios complementarios: la búsqueda de planetas anglo-australiana (AAT) y la búsqueda de planetas Keck Hi-Res. El Programa de Búsqueda de Planetas Magallanes ha descubierto varios planetas extrasolares utilizando únicamente datos MIKE, solo datos PFS, una combinación de los dos y una combinación de estos y datos recopilados utilizando otros telescopios e instrumentos. Por ejemplo, en enero de 2010 se hizo un anuncio temprano sobre el descubrimiento de cinco planetas de masa joviana de largo período en órbitas excéntricas alrededor de G y K de tipo enanos.

### Planetas extrasolares descubiertos
En diciembre de 2013, el programa había anunciado los siguientes descubrimientos:
- HD 48265 b
- HD 86226 b
- HD 129445 b
- HD 143361 b
- HD 152079 b
- HD 164604 b
- HD 175167 b
- HD 28185 b
- HD 111232 b
- HD 106906 b